# Бальтасар Альбеніс
Бальтасар Альбеніс (ісп. Baltasar Albéniz; 6 січня 1905, Ейбар — 29 листопада 1978, Памплона) — іспанський футболіст, що грав на позиції захисника, флангового півзахисника. По завершенні ігрової кар'єри — футбольний тренер.
Виступав, зокрема, за клуби «Алавес», «Реал Сосьєдад» та «Алавес».
Дворазовий володар Кубка Іспанії з футболу.

## Ігрова кар'єра
У дорослому футболі дебютував 1930 року виступами за команду клубу «Алавес», в якій провів один сезон, взявши участь у 18 матчах чемпіонату. У складі «Алавеса» був одним з головних бомбардирів команди, маючи середню результативність на рівні 0,44 гола за гру першості.
Своєю грою за цю команду привернув увагу представників тренерського штабу клубу «Реал Сосьєдад», до складу якого приєднався 1931 року. Відіграв за клуб із Сан-Себастьяна наступний сезон своєї ігрової кар'єри.
1932 року повернувся до «Алавес». Цього разу провів у складі його команди ще один сезон.
Завершив професійну ігрову кар'єру у клубі «Аренас» (Гечо), за команду якого виступав протягом 1934—1935 років.

## Кар'єра тренера
Розпочав тренерську кар'єру відразу ж по завершенні кар'єри гравця, 1935 року, очоливши тренерський штаб клубу «Аренас» (Гечо).
Надалі очолював команди клубів «Сельта Віго», «Еспаньйол», «Реал Мадрид», «Алавес», «Осасуна», «Атлетик», «Лас-Пальмас» та «Реал Сосьєдад», а також входив до тренерського штабу національної збірної Іспанії (у 1951—1952).
Останнім місцем тренерської роботи був клуб «Осасуна», команду якого Бальтасар Альбеніс очолював як головний тренер до 1971 року.
Помер 29 листопада 1978 року на 74-му році життя у місті Памплона.

## Титули та досягнення

### Як тренера
- Володар Кубка Іспанії з футболу (2):

«Реал Мадрид»: 1947
«Атлетик» (Більбао): 1958
- Володар Кубка Еви Дуарте (1):

«Реал Мадрид»: 1947